# Philippe Streiff
Pour les articles homonymes, voir Streiff.
Philippe Streiff, né le 26 juin 1955 à La Tronche (Isère) et mort le 23 décembre 2022 à Puteaux, est un pilote automobile français présent en Formule 1 de 1984 à 1989. Il reste  paralysé après un grave accident survenu le 15 mars 1989 lors d'essais privés sur le circuit de Jacarepagua, à Rio de Janeiro au Brésil, en préparation de la saison 1989.

## Biographie

### Carrière sportive
Après des études à l'École nationale supérieure d'arts et métiers d'Aix-en-Provence, Philippe Streiff commence la compétition automobile sur circuit en disputant les coupes de l'avenir Simca en 1976 sur Geri RB4, puis en 1977 sur AILEF 177, remportant alors le trophée. 
Il remporte le Volant Motul en 1977 à l'école de pilotage de Nogaro et décide de se consacrer pleinement au sport automobile en s'engageant en 1978 dans le championnat de France de Formule Renault. Il obtient sa première victoire en monoplace lors du Grand Prix de France sur le circuit du Castellet. Après un passage en championnat d'Europe de Formule 3 où il remporte notamment la manche finale à Zolder, en Belgique, en 1980, il rentre en France et remporte le titre national de Formule 3 en 1981. En parallèle, il participe aux 24 Heures du Mans et obtient, en 1981, une deuxième place au volant d'une Rondeau M379C avec Jean-Louis Schlesser et Jacky Haran.
En 1982, Streiff accède au championnat d'Europe de Formule 2, au sein de l'écurie française Automobiles Gonfaronnaises Sportives. Régulièrement présent dans la première partie du peloton, il doit attendre l'ultime manche du championnat 1984, à Brands Hatch, pour obtenir son premier succès dans la catégorie. La même année, il obtient un second podium aux 24 Heures du Mans sur une Porsche 956. En fin de saison, il fait ses débuts en Formule 1 à l'occasion du premier Grand Prix du Portugal, disputé sur le Circuit d'Estoril, où il pilote la troisième monoplace de l'écurie Renault F1 Team aux côtés de Patrick Tambay et du Britannique Derek Warwick : Gérard Larrousse, le manager de l'écurie, le remercie ainsi pour ses deux années en tant que pilote d'essais chez Renault en 1983 et 1984, en parallèle de ses saisons chez AGS en F2.
En 1985, Streiff dispute, toujours chez AGS, le premier championnat de Formule 3000 qui succède à la Formule 2. À la mi-saison, grâce au soutien du Groupe Blanchet Locatop, il rejoint Ligier pour remplacer Andrea De Cesaris, auteur de multiples sorties de route et dont Guy Ligier veut se séparer. 
L'espoir débute lors du Grand Prix d'Italie à Monza où il se classe neuvième. Quinze jours plus tard, il est huitième du Grand Prix de Belgique, à Spa-Francorchamps. Au Grand Prix d'Europe, sur le Circuit de Brands Hatch, il occupe la cinquième place au départ. Au Grand Prix d'Afrique du Sud, Ligier déclare forfait à la demande des autorités françaises en réaction à la politique d'apartheid et Streiff remplace Stefan Bellof, qui vient de se tuer dans une course d'endurance à Spa, chez Tyrrell Racing. De retour chez Ligier, il se classe troisième du Grand Prix d'Australie où, après s'être accroché dans le dernier tour avec son coéquipier Jacques Laffite, il franchit la ligne d'arrivée sur trois roues.
La pige effectuée par Streiff chez Tyrrell au Grand Prix d'Afrique du Sud 1985 aboutit à son engagement à temps complet pour 1986. Après deux saisons, il retrouve l'écurie AGS, désormais engagée en Formule 1. Streiff offre à son employeur son jour de gloire au Grand Prix du Canada, où il lutte contre le champion du monde en titre Nelson Piquet, sur Lotus-Honda turbocompressé, pour le gain de la quatrième place.

### Accident et conséquences

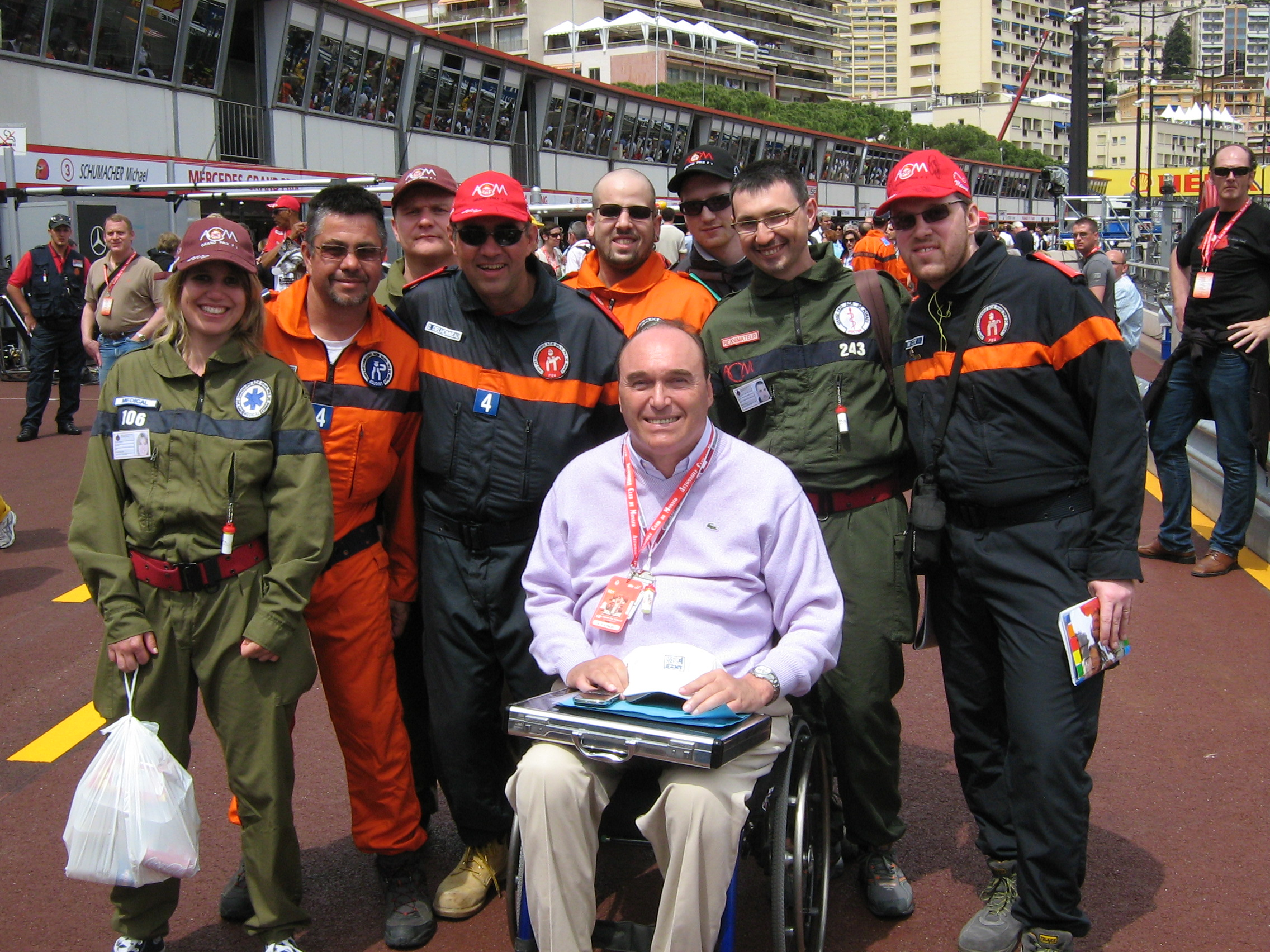
Philippe Streiff avec les commissaires de course à Monaco en 2010.

Le 15 mars 1989 sur le circuit de Jacarepagua de Rio de Janeiro au Brésil, lors d'une séance d'essais pneumatiques privés d'avant saison, Philippe Streiff est victime d'un très grave accident. Dans le virage du Suspiro, une rupture de la suspension arrière-gauche projette son AGS sur le vibreur ; elle décolle instantanément, passe au-dessus du rail, transperce les filets de protections avant de faire plusieurs tonneaux au cours desquels l'arceau de sécurité est arraché. 
Coincé dans sa voiture, il est secouru dans des conditions qui le laissent tétraplégique. Les secouristes brésiliens sont accusés d'avoir aggravé ses blessures en l'arrachant à la voiture puis en ne l'installant pas dans un matelas coquille ni en lui enserrant le cou dans une minerve. Les enseignements tirés de cette intervention ont, par la suite, permis d'améliorer le traitement des secours aux pilotes blessés. L'accident permet à Alain Prost et à l'épouse de Streiff de demander la construction de centres médicaux sur les circuits ce qui sera fait en 1991 après l'accident de Martin Donnelly.

### Reconversion
En 1991, Philippe Streiff ouvre, porte de la Chapelle, une piste de kart indoor, S-Kart, qui restera ouverte jusqu'en 2012. À partir de 1993 et pendant plusieurs années, il organise, au  Palais omnisports de Paris-Bercy, une compétition de karting mettant aux prises les meilleurs pilotes en activité et plusieurs personnalités du sport automobile. L'édition inaugurale accueille le dernier duel entre Alain Prost et Ayrton Senna. L'événement est relancé en 2011 avec la première course de karting 100 % électrique, les ERDF Masters.
Philippe Streiff devient, en 2002, conseiller technique à la délégation interministérielle aux personnes handicapées, sous la tutelle du ministère de la santé. En 2007, il est nommé conseiller technique au ministère des transports, au sein de la Direction de la sécurité et de la circulation routières (DSCR). Philippe Streiff mène également une mission auprès de la sous-direction de l'éducation routière de la DSCR, afin de sensibiliser les jeunes à la conduite automobile et à la prévention routière.
À partir de 2012, Philippe Streiff est conseiller technique auprès du délégué interministériel à la sécurité routière, au sein du ministère de l'intérieur.

### Mort
Philippe Streiff meurt le 23 décembre 2022 à Puteaux.

## Résultats en championnat du monde de Formule 1
| Saison | Écurie                                    | Châssis         | Moteur           | Pneus            | GP disputés | Points inscrits | Classement |
| ------ | ----------------------------------------- | --------------- | ---------------- | ---------------- | ----------- | --------------- | ---------- |
| 1984   | Équipe Renault Elf                        | RE50            | Renault V6 turbo | Michelin         | 1           | 0               | n.c.       |
| 1985   | Équipe Ligier Tyrrell Racing Organisation | JS25 014        | Renault V6 turbo | Pirelli Goodyear | 5           | 4               | 15e        |
| 1986   | Data General Team Tyrrell                 | 015             | Renault V6 turbo | Goodyear         | 16          | 3               | 13e        |
| 1987   | Data General Team Tyrrell                 | DG016           | Ford V8          | Goodyear         | 16          | 4               | 14e        |
| 1988   | AGS Racing                                | JH22 JH23 JH23B | Ford V8          | Goodyear         | 15          | 0               | n.c.       |
|        | Total                                     |                 |                  |                  | 53          | 11              |            |

## Résultats aux 24 Heures du Mans
| Année | Équipe                      | Voiture      | Équipier             | Équipier            | Classement                     | Cause d'abandon |
| ----- | --------------------------- | ------------ | -------------------- | ------------------- | ------------------------------ | --------------- |
| 1978  | Team Pronuptia              | Lola T296    | Michel Elkoubi       | Pierre Yver         | non classés                    |                 |
| 1981  | Jean Rondeau                | Rondeau M379 | Jean-Louis Schlesser | Jacky Haran         | 2e place et victoire de classe |                 |
| 1983  | Ford Concessionaires France | Rondeau M482 | Jean-Pierre Jaussaud |                     | Abandon                        | fuite d'huile   |
| 1984  | John Fitzpatrick Racing     | Porsche 956B | David Hobbs          | Sarel van der Merwe | 3e                             |                 |

## Distinction
- : Chevalier de la Légion d'Honneur (1995)[12]